# Martin Bregman
Martin Leon Bregman (Nueva York, 18 de mayo de 1926-Nueva York, 16 de junio de 2018) fue un productor de cine estadounidense. Produjo muchas películas, entre ellas Scarface, Sea of Love, Serpico, Tarde de perros, Las cuatro estaciones, Boda pasada por agua, Carlito's Way, El coleccionista de huesos y The Adventures of Pluto Nash.

## Biografía
Bregman nació en Nueva York hijo de Leon e Ida (Granowski) Bregman, judíos residentes en el Bronx. Cuando era niño, sufrió la polio. Comenzó su carrera vendiendo seguros y primero se metió en el negocio del entretenimiento como agente de un club nocturno.
Construyó relaciones con inversores como el magnate de bienes raíces de Nueva York Lewis Rudin, Bregman se trasladó con éxito a la gestión personal, eventualmente representando a estrellas como Al Pacino, Woody Allen, Barbra Streisand, Faye Dunaway, Alan Alda y Bette Midler. Bregman descubrió a Pacino en la esfera del off-Broadway y ayudó al actor mientras construía su carrera teatral y luego cinematográfica, entre otras cosas trabajando para conseguir el primer papel cinematográfico como protagonista de Pacino, en el film The Panic in Needle Park de 1971. El actor reconoció la importancia de Bregman al comienzo de su carrera: «Sin él, no sé qué hubiera hecho. Es directamente responsable de cinco películas. Fue una gran influencia en mi carrera».
Bregman se aventuró en la producción cinematográfica en 1973, construyendo proyectos alrededor de Pacino, primero con Serpico de Sidney Lumet. El éxito de público y crítica lo animó a seguir sus colaboraciones con Pacino como Tarde de perros (Dog Day Afternoon) (1975), Scarface (1983), Sea of Love (1989) y Carlito's Way (1993). En la década de 1970, Bregman estuvo a punto de dirigir el guion de David Rabe First Blood con Pacino encarnando a John Rambo, pero Pacino rechazó el guion porque consideraba que la historia era demasiado oscura. En 1979 empieza una serie de exitosas películas con el escritor/director Alan Alda. Esta asociación tuvo títulos bien recibidos como Las cuatro estaciones (The Four Seasons) (1981), Dulce libertad (Sweet Liberty) (1986), Una nueva vida (A New Life) (1988) y Boda pasada por agua (Betsy's Wedding) (1990).  Otros films producidos por Begman son El coleccionista de huesos (The Bone Collector) con Denzel Washington (1999) y The Adventures of Pluto Nash, con Eddie Murphy (200), una de las raras ocasiones en la que su proyecto fue un fracaso. Mientras que en 1983, tanto Alda como Bergman firmaron acuerdos con Universal Pictures, fue trasladado al estudio de producción de cine Lorimar Motion Pictures en 1986.

## Vida personal
Bregman vivió toda su vida en Nueva York y tuo dos hijos con su primera esposa Elizabeth Driscoll, Christopher y el también productor de cine Michael Scott Bregman (Sea of Love, Carlito's Way), y una hija, la cantante Marissa Bregman, con su segunda esposa, la actriz Cornelia Bregman (Serpico, Open Season, The Reincarnation of Peter Proud, The Next Man, S*H*E, Venom). Murió de una hemorragia cerebral a los 92 años el 16 de junio de 2018.

## Filmografía
Como productor
| Año  | Título en español                                       | Título original                           | Director              | Notas               |
| ---- | ------------------------------------------------------- | ----------------------------------------- | --------------------- | ------------------- |
| 1973 | Serpico                                                 | Serpico                                   | Sidney Lumet          |                     |
| 1975 | Tarde de perros                                         | Dog Day Afternoon                         | Sidney Lumet          |                     |
| 1976 | El árabe                                                | The Next Man                              | Richard C. Sarafian   |                     |
| 1979 | Escalada al poder                                       | The Seduction of Joe Tynan                | Jerry Schatzberg      |                     |
| 1980 | Sabotaje petrolífero                                    | S*H*E                                     | Robert Michael Lewis  |                     |
| 1980 | Simon                                                   | Simon                                     | Marshall Brickman     |                     |
| 1981 | Las cuatro estaciones                                   | The Four Seasons                          | Alan Alda             |                     |
| 1981 | Veneno                                                  | Venom                                     | Tobe Hooper           |                     |
| 1983 | La fuga de Eddie Macon                                  | Eddie Macon's Run                         | Jeff Kanew            |                     |
| 1983 | El precio del poder                                     | Scarface                                  | Brian de Palma        |                     |
| 1986 | Dulce libertad                                          | Sweet Liberty                             | Alan Alda             |                     |
| 1987 | CIA: Operación espacial                                 | Real Men                                  | Dennis Feldman        |                     |
| 1988 | Una nueva vida                                          | A New Life                                | Alan Alda             |                     |
| 1989 | Melodía de seducción                                    | Sea of Love                               | Harold Becker         |                     |
| 1990 | Boda pasada por agua                                    | Betsy's Wedding                           | Alan Alda             |                     |
| 1992 | Susurros en la oscuridad                                | Whispers in the Dark                      | Christopher Crowe     |                     |
| 1992 | Seducción peligrosa                                     | Blue Ice                                  | Russell Mulcahy       |                     |
| 1993 | Extremadamente peligrosa                                | The Real McCoy                            | Russell Mulcahy       |                     |
| 1993 | Atrapado por su pasado                                  | Carlito's Way                             | Brian de Palma        |                     |
| 1994 | La sombra                                               | The Shadow                                | Russell Mulcahy       |                     |
| 1995 | Buscadores de oro: El secreto de la montaña de los osos | Gold Diggers: The Secret of Bear Mountain | Kevin James Dobson    |                     |
| 1996 | Matilda                                                 | Matilda                                   | Danny DeVito          | Productor ejecutivo |
| 1997 | Nada que perder                                         | Nothing to Lose                           | Steve Oedekerk        |                     |
| 1998 | Acariciando la muerte                                   | One Tough Cop                             | Bruno Barreto         |                     |
| 1999 | El coleccionista de huesos                              | The Bone Collector                        | Phillip Noyce         |                     |
| 2002 | Pluto Nash                                              | The Adventures of Pluto Nash              | Ron Underwood         |                     |
| 2003 | Carolina                                                | Carolina                                  | Marleen Gorris        |                     |
| 2005 | Carlito's Way, ascenso al poder                         | Carlito's Way: Rise to Power              | Michael Scott Bregman |                     |

## Premios y nominaciones
Premios Óscar
| Año  | Categoría      | Película        | Resultado |
| ---- | -------------- | --------------- | --------- |
| 1976 | Mejor película | Tarde de perros | Nominado  |